# 21531 Біллколлін
21531 Біллколлін (21531 Billcollin) — астероїд головного поясу, відкритий 20 липня 1998 року.
Тіссеранів параметр щодо Юпітера — 3,329.